# Proporción cerebro-masa corporal
La proporción cerebro-masa corporal es una proporción entre el peso del cerebro y el peso corporal, el cual hipotéticamente puede estimar la inteligencia de un animal. Una medida más compleja es el cociente de encefalización, el cual toma en cuenta los efectos alométricos del tamaño corporal altamente variable entre los diversos taxones. Sin embargo, la proporción cerebro-masa corporal es fácil de realizar y sigue siendo una herramienta útil para comparar la encefalización entre especies, especialmente en aquellas estrechamente relacionadas.
El tamaño neto del cerebro esta positivamente relacionado con el tamaño de un animal. Sin embargo, esta relación no es lineal; los animales pequeños como los ratones, tienen una relación cerebro/cuerpo similar a la de los humanos, mientras los elefantes tienen esta relación cerebro/cuerpo mucho más reducida, pero se trata de animales con evidente inteligencia.
Los delfines poseen la proporción cerebro-masa corporal más alta entre los cetáceos. Los tiburones tienen la proporción más alta entre los peces y los pulpos y arañas saltadoras, la más alta entre los invertebrados. Los humanos poseen una proporción cerebro-masa corporal más alta que cualquiera de estos animales. Sin embargo, las musarañas, en las cuales su cerebro constituye cerca del 10 % de su masa corporal, tienen la relación cerebro/cuerpo más alta de todos los animales conocidos, incluidos los humanos.
En animales taxonómicamente relacionados, la capacidad cognitiva aparentemente está mejor relacionada con el tamaño neto del cerebro que con la proporción cerebro-masa corporal, este hecho por lo menos parece ser cierto en los primates.

## Tabla de proporción
| Animales      | Proporción cerebro-masa corporal |
| ------------- | -------------------------------- |
| Aves pequeñas | 1/12                             |
| Humanos       | 1/40                             |
| Ratones       | 1/40                             |
| Gatos         | 1/100                            |
| Perros        | 1/125                            |
| Ranas         | 1/173                            |
| Leones        | 1/550                            |
| Elefantes     | 1/560                            |
| Caballos      | 1/600                            |
| Tiburones     | 1/2496                           |
| Hipopótamos   | 1/2789                           |